# Edward Adamczyk
Edward Adamczyk (ur. 30 listopada 1921 w Dortmundzie, zm. 7 kwietnia 1993 w Heilbronn) – polski lekkoatleta wieloboista.

## Życiorys
Karierę sportową rozpoczynał w OSV Dortmund (1938). Zawodnik klubów: Odra Wrocław, Kolejarz Poznań, OWKS Wrocław i Gwardia Warszawa. Olimpijczyk z Londynu (1948).
Zwycięzca Światowych Igrzysk Studentów w 1949 (skok w dal), srebrny medalista w 1951 i 1954 (skok o tyczce), brązowy w 1947 (pchnięcie kulą). 4-krotny laureat Plebiscyt Przeglądu Sportowego: 5. w 1948, 3. w 1949, 8. w 1951 i 8. w 1955. W rankingu Track and Field News za 1949 sklasyfikowany na 10. miejscu w skoku w dal, w 1955 – na 10. miejscu w skoku o tyczce.
11-krotny mistrz kraju. Tytuły mistrzowskie zdobywał w następujących konkurencjach: bieg na 110 m przez płotki (1947, 1949), skok w dal (1946, 1947, 1949-1951), skok o tyczce (1954), pięciobój lekkoatletyczny (1946) i dziesięciobój (1946, 1947). Był 6-krotnym rekordzistą Polski (skok o tyczce do 4,43 w 1955; skok w dal – 7,44 w 1949). Rekordy życiowe: 400 m – 51,2 (1950), 110 m ppł – 15,3 (1948), w dal – 7,44 (1949), tyczka – 4,43 (1955), wzwyż – 1,80 (1948), trójskok – 12,64 (1946), kula – 14,80 (1949), dysk – 43,81 (1950), pięciobój – 3636 (1950), dziesięciobój – 6907 (1950). Mąż rekordzistki Polski w skoku wzwyż Danuty Ronczewskiej. W 1969 wyjechał do RFN.